# Costache Anton
Costache Anton (n. 27 iulie 1930, Ungheni, România) este un scriitor de literatură pentru copii și traducător român.

## Biografie
S-a născut la 27 iulie 1930 în satul Ungheni (comuna Ungheni, județul Iași) de pe malul Prutului, în familia agricultorului Grigore Anton și a soției sale, Maria (n. Popa), primind la naștere prenumele Costachi. A urmat cursurile primare în satul natal (1937-1941), apoi cursurile secundare la Liceul comercial „Gheorghe Mârzescu” din Iași (1941-1949) și un an de studii la Facultatea de Filologie a Universității „Al. I. Cuza” din Iași (1949-1950). A abandonat apoi studiile universitare începute la Iași și a urmat cursul de scenaristică de la Institutul de Artă Teatrală și Cinematografică din București (1950-1951).
După absolvirea acestui curs, a fost angajat ca redactor la Studioul Cinematografic din București (1951-1955). A lucrat apoi ca redactor la Editura Tineretului (1956), la Televiziunea Română (1957-1960) și la revista Scânteia pionierului (1964-1967), după care a îndeplinit funcția de redactor principal al revistei pentru copii Cutezătorii (1967-1990).

## Activitatea literară
Costache Anton a debutat cu o povestire publicată în ziarul local Iașul nou (1950) și a colaborat apoi cu scrieri literare în paginile revistelor Gazeta literară, Tânărul scriitor, Luminița și Cravata roșie.
S-a făcut cunoscut ca autor de literatură pentru copii. A publicat volumele de schițe Neliniște în detașament (1956), Colegi de clasă (1961), Despărțirea de jocuri (1969), Neuitatele vacanțe (1974), În soarele de april (1977), Cînd înflorește magnolia (1987) și Castelul din vis (1991), volumul de nuvele Lună beată (1962) și romanele Seri albastre (vol. I-II, 1960-1964), Liniștea (1965), Ochii aurii ai Roxanei (1972), Diminețile lungi (1976), Vacanța (1981), Întîlniri paralele (1986), În lunga noapte (1990) și Țarcul (2002). Împreună cu Eugen Hadai, a tradus lucrări ale scriitorului Frigyes Karinthy: „Două corăbii” și „Imaginea eului” în 1970, „Legenda despre omul cu o mie de chipuri” în 1973 și „Moartea hipnotică” în 1975.
În cursul carierei sale literare, Costache Anton a fost distins cu Premiul Consiliului Național al Organizației Pionierilor în 1969 (pentru volumul de schițe Despărțirea de jocuri) și 1981 (pentru romanul Vacanța), cu Premiul Uniunii Scriitorilor pentru literatură pentru copii și tineret în 1972 (pentru romanul Ochii aurii ai Roxanei) și cu Premiul Asociației Scriitorilor din București în 1976 (pentru romanul Diminețile lungi).
Criticul literar Nicolae Manolescu a evocat romanul Seri albastre la capitolul insolit „literatura pentru copii și adolescenți”: „Pe degetele de la o mână se numără romanele de aventuri demne de a fi remarcate: Europolis, Toate pânzele sus!, Cireșarii, Seri albastre.”

## Lucrări scrise
- Neliniște în detașament, schițe, Editura Tineretului, București, 1956[8]
- Seri albastre, roman, vol. I, Editura Tineretului, București, 1960;[9] vol. I-II, Editura Tineretului, București, 1964.[10] A fost republicat în 1968 (ed. a II-a, Ed. Tineretului, București),[11] 1975 (ed. a III-a, Ed. Ion Creangă, București)[12] și 1985 (ed. a IV-a, Ed. Ion Creangă, București).[13]
- Colegi de clasă, schițe, Editura Tineretului, București, 1961[14]
- Lună beată, nuvele, Editura Tineretului, București, 1962[15]
- Liniștea, roman, Editura pentru Literatură, București, 1965[16]
- Despărțirea de jocuri, schițe, Editura Tineretului, București, 1969[17]
- Ochii aurii ai Roxanei, roman, Editura Albatros, București, 1972[18]
- Neuitatele vacanțe, schițe, Editura Ion Creangă, București, 1974[19]
- Diminețile lungi, roman, Editura Cartea Românească, București, 1976[20]
- În soarele de april, schițe, Editura Ion Creangă, București, 1977[21]
- Vacanța, roman, Editura Ion Creangă, București, 1981[22] (ed. a II-a, Ed. Ion Creangă, București, col. Biblioteca pentru toți copiii, nr. 86, 1988)[23][24]
- Întîlniri paralele, roman, Editura Cartea Românească, București, 1986[25]
- Cînd înflorește magnolia, schițe, Editura Ion Creangă, București, 1987[26][27]
- În lunga noapte, roman, Editura Cartea Românească, București, 1990[28][29]
- Castelul din vis, proză scurtă, Editura Ion Creangă, București, 1991[30]
- Țarcul, roman, Editura Cartea Românească, București, 2002. A fost inspirat din romanul Diminețile lungi.[31][32][33]

## În alte limbi
- Tengerszín esték (Seri albastre), traducere în limba maghiară de Bácski György, Ifjúsági Könyvkiadó, Bukarest, 1961.[34]